# Miguel Sebastián
Miguel Sebastián Gascón (Madrid, 13 de mayo de 1957) es un economista, profesor universitario y político español. Fue ministro de Industria, Turismo y Comercio desde 2008 hasta 2011.

## Biografía
Es licenciado en Ciencias Económicas y Empresariales por la Universidad Complutense de Madrid y Doctor en Economía por la Universidad de Minnesota y por la Universidad Complutense de Madrid. Ha sido Director Adjunto de la revista Moneda y Crédito y miembro de los comités científicos de FEDEA (Fundación de Estudios de Economía Aplicada) y NOMISMA. Es profesor titular de Fundamentos del Análisis Económico, de la Facultad de Ciencias Económicas de la Universidad Complutense de Madrid. 

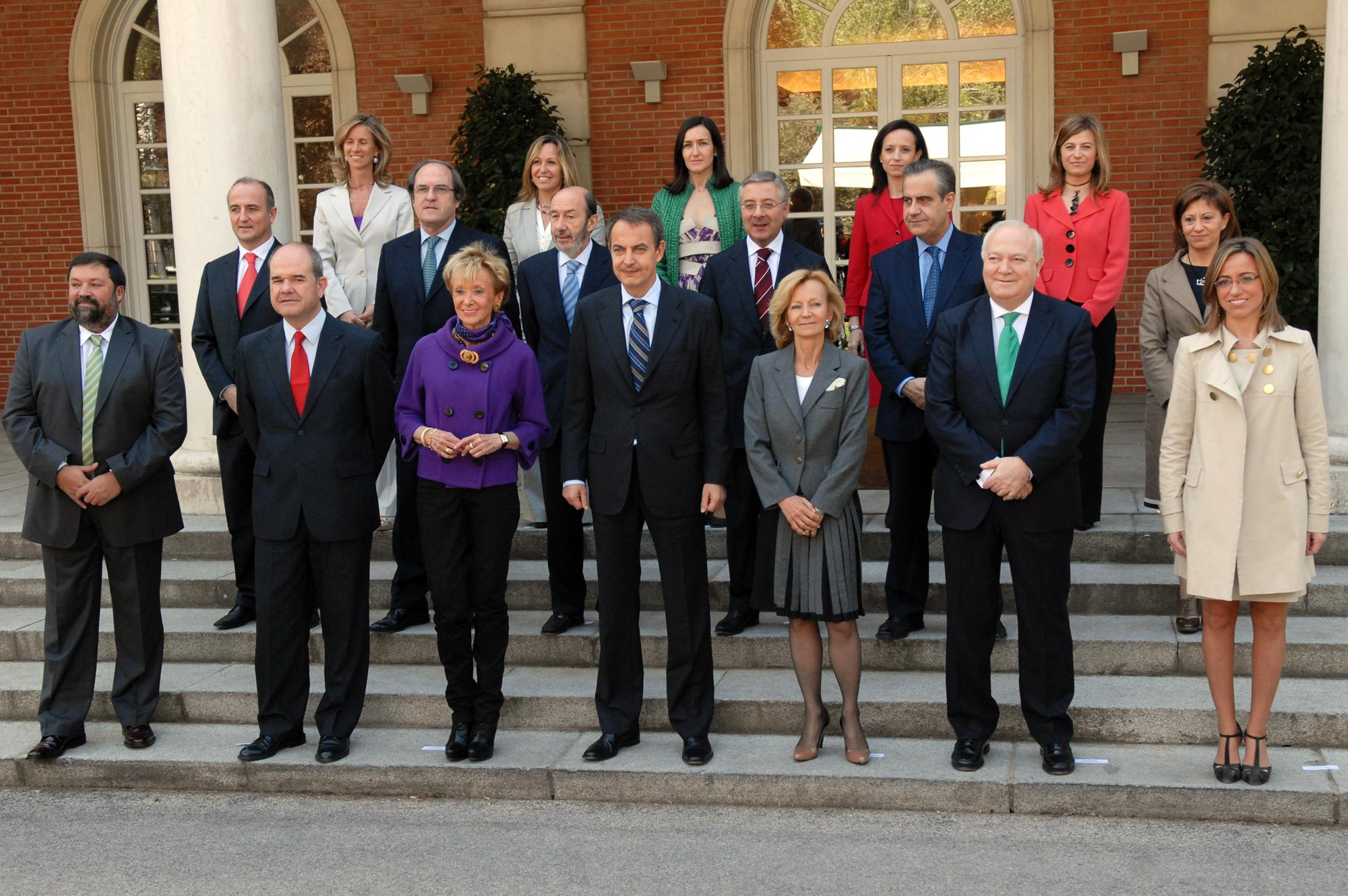
En 2009, en La Moncloa junto al resto del Consejo de Ministros.

En sus comienzos, trabajó con Carlos Solchaga en el Ministerio de Hacienda y en el Servicio de Estudios del Banco de España. Desde finales de 1999, ejerció como director del Servicio de Estudios del BBVA. Al frente de dicho servicio, realizó informes críticos con algunos aspectos de la política económica del Gobierno del Partido Popular y de su ministro de Economía, Rodrigo Rato. Sebastián fue cesado en 2003 de dicho puesto por el presidente de la entidad.

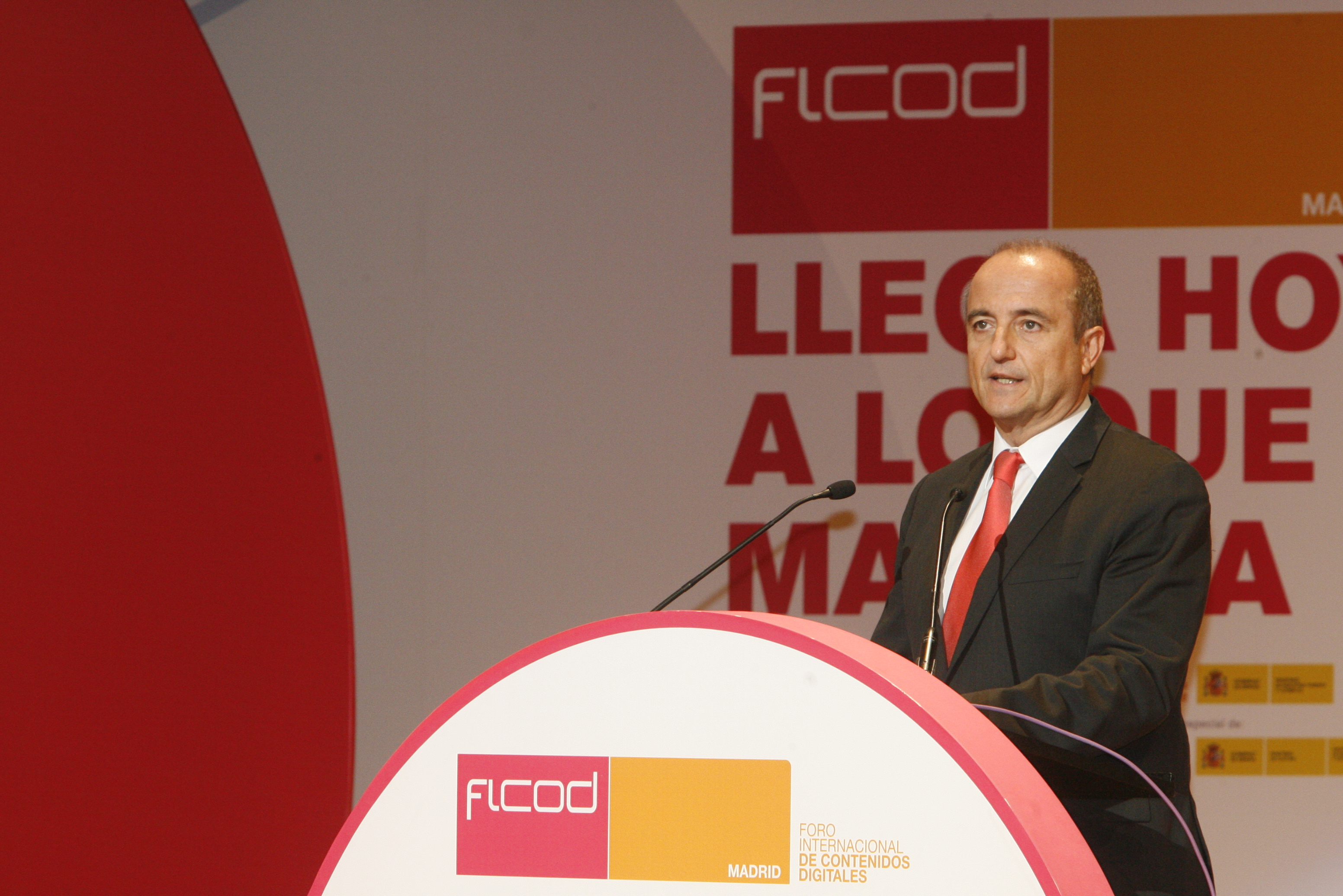
En 2010

En enero de 2003, se incorporó al equipo de asesores económicos del Secretario General del PSOE, José Luis Rodríguez Zapatero. Desde entonces, su nombre sonó con insistencia [cita requerida]  para numerosos cargos importantes, como el de Ministro de Economía tras la victoria socialista en las elecciones generales de 2004 o Gobernador del Banco de España en sustitución de Jaime Caruana. Finalmente, el presidente del Gobierno le mantuvo en su círculo de confianza nombrándole director de la Oficina Económica del Presidente. 
El 25 de octubre de 2006, José Luis Rodríguez Zapatero le eligió como candidato del PSOE a la Alcaldía de Madrid en las elecciones municipales españolas de 2007. Hasta esta fecha, Sebastián ejercía como director de la Oficina Económica del Presidente del Gobierno y como profesor titular de Fundamentos del Análisis Económico en la Universidad Complutense de Madrid.
El 31 de mayo de 2007, tras no conseguir una mejora en los resultados electorales para su partido (138 000 votos y tres concejales menos que Trinidad Jiménez), anunció que no recogería su acta de concejal y que solicitaría su reingreso en la Universidad Complutense de Madrid.
El 12 de abril de 2008 volvió al Gobierno de España, esta vez como ministro de Industria, Turismo y Comercio, cargo que desempeñó hasta el 22 de diciembre de 2011.
El 31 de enero de 2019 es nombrado consejero dominical en la multinacional española Indra. 
Su mayor error de gestión fue el proyecto Castor, aprobado por el gobierno de José Luis Rodríguez Zapatero, siendo él ministro de Industria, por el Real Decreto de 16 de mayo de 2008.
El 29 de octubre de 2020 el Tribunal  Supremo ordenaba el pago de 1.350 millones de euros al  estado español por este proyecto fallido, en sentencia firme.
Afirma haber sido víctima del primer caso de outing en España.

## Distinciones y condecoraciones
- Gran Cruz de la Orden del Libertador San Martín (República Argentina, 10/11/2009).[6]
- Gran Cruz de la Orden de Carlos III (30 de diciembre de 2011).[7]